# Santa Terezinha (kommun i Brasilien, Mato Grosso)
Santa Terezinha är en kommun i Brasilien.   Den ligger i delstaten Mato Grosso, i den centrala delen av landet, 700 km nordväst om huvudstaden Brasília. Antalet invånare är 7 399.
I omgivningarna runt Santa Terezinha växer i huvudsak städsegrön lövskog. Trakten runt Santa Terezinha är nära nog obefolkad, med mindre än två invånare per kvadratkilometer.